# Колібрі арменіанський
Колі́брі арменіанський (Oxypogon stuebelii) — вид серпокрильцеподібних птахів родини колібрієвих (Trochilidae). Ендемік Колумбії. Раніше вважалися конспецифічним зі строкаточубим колібрі, однак був визнаний окремим видом.

## Опис
Довжина птаха становить 11,2-12,7 см. У самців голова чорна, окаймлена широким охристо-білим коміром. На голові у них є довгий чорно-охристий чуб. Під дзьобом тонкі пера формують "бороду", зверху вона синьо-зелена, знизу фіолетова. Верхня частина тіла бронзово-зелена, нижня частина тіла сірувато-бронзова, нижні покривні пера хвоста коричнювато-охристі. Хвіст відносно довгий, роздвоєний, мідний або бронзово-зелений, крайні стернові пера мають білі краї. Нижня сторона хвоста руда з коричнюватим відтінком. Дзьоб короткий, прямий, чорний, довжиною 15 мм.
Самиці мають подібне забарвлення, однак чуб і "борода" у них відсутні, забарвлення загалом більш тьмяне, нижня частина тіла рудувато-охриста або коричнювата, поцяткована зеленими плямками. На крайніх стернових перах у них широкі білуваті смуги. Забарвлення молодих птахів є подібне до забарвлення самиць.

## Поширення і екологія
Арменіанські колібрі мешкають на схилах вулкану Невадо-дель-Руїс, розташованого в горах Центрального хребта Колумбійських Анд, на кордоні департаментів Толіма і Кальдас. Вони живуть на високогірних луках парамо, особливо у есплетієвих заростях. Зустрічаються на висоті від 3000 до 4600 м над рівнем моря. Ведуть переважно осілий спосіб життя, однак під час сухого сезону можуть переміщуватися на більш низьку висоту.
Арменіанські колібрі живляться нектаром різноманітних квітучих рослин, зокрема Espeletia schultzii і Espeletia hartwegiana, а також комахами, яких збирають з рослинності. Птахи чіпляються лапами за суцвіття. Їх тонкий, короткий дзьоб пристосований до живлення нектаром численних дрібних квітів.

## Збереження
МСОП класифікує цей вид як вразливий. За оцінками дослідників, популяція арменіанських колібрі становить від 250 до 1000 дорослих птахів. Їм загрожує знищення природного середрвища.